# McCartney III
McCartney III  — восемнадцатый сольный альбом английского музыканта Пола Маккартни, вышедший 18 декабря 2020 года на лейбле Capitol Records. Он служит продолжением его сольных альбомов, McCartney (1970) и McCartney II (1980). Как и в этих альбомах, на McCartney III Маккартни играет на всех инструментах (кроме ударных и гитары на «Slidin'», созданной из материала, записанного во время работы над Egypt Station). Он стал первым сольным альбомом Маккартни, достигшим первого места в Великобритании после Flowers in the Dirt в 1989 году и дебютировал на втором месте в американском чарте Billboard 200. Альбом получил номинацию на 64-й ежегодной премии «Грэмми» в категории «Лучший рок-альбом», а песня «Find My Way» — в категории «Лучшая рок-песня». В 2022 году трилогия была переиздана в виде бокс-сета McCartney I II III.

## Об альбоме
McCartney III был записан в начале 2020 года в студии Маккартни, в Сассексе, Англии, во время самоизоляции на фоне пандемии COVID-19. Маккартни начинал с записи инструмента, на котором он написал конкретную песню, а затем добавлял дополнительные слои. Он сказал: «Это было очень весело. Это было для себя, а не созданием музыки, что должна выполнять свою работу. Так что я просто делал то, что нравилось. Понятия не имел, что в итоге получится альбом.»
Как и на предыдущих альбомах McCartney, Маккартни сам исполнил все инструментальные партии. Он также играл на большинстве инструментов на своём альбоме 2005 года Chaos and Creation in the Backyard (описанного журналистом Дэвидом Хайду как по сути, McCartney III") и на своём альбоме 2007 года Memory Almost Full. Также Маккартни играл на всех инструментах на альбомах Rushes (1998) и Electric Arguments (2008) под именем The Fireman.
Обложку и типографику альбома разработал художник Эд Рушей, знакомый с семьёй Маккартни.

## Продвижение
28 августа 2020 года компанией CSC Corporate Domains, ранее зарегистрировавшей paulmccartney.com и flaming-pie.com (для переиздания альбома Маккартни 1997 года Flaming Pie), было зарегистрировано доменное имя mccartneyiii. Его целевая страница изначально появлялась с сообщением об ошибке 303 вместо обычного уведомления об ошибке 404.
16 октября на потоковом сервисе Spotify начали появляться тизеры к альбому с анимацией поверх обложек McCartney и McCartney II, демонстрирующей игральный кубик с тремя точками сверху. На следующей неделе аккаунт Пола Маккартни в Twitter начал публиковать каждый час в 33 минуты фотографии с повторяющимся мотивом — тройкой. 21 октября медиа-каналы Маккартни в соцсетях официально объявили о скором выходе альбома 11 декабря. 19 ноября было объявлено, что из-за непредвиденных задержек дату выпуска альбома пришлось перенести на одну неделю на 18 декабря.
Начиная с 4 декабря 2020 года, Маккартни отправлял через свою страницу в Facebook первый пост из серии ежедневных постов, раскрывающих названия каждого из 11 новых треков из его нового альбома через фрески, нарисованные в 12 разных городах мира. На каждой фреске показаны название нового трека, отрывок из его партитуры и его автор (Пол Маккартни), а также название альбома и дата его выпуска. Маккартни также попросил всех музыкантов публиковать свои видео-каверы на его одиннадцать новых песен на его специальном веб-сайте #12DaysOfPaul.
15 декабря 2020 года во время своего выступления на «Шоу Говарда Стерна», Маккартни сообщил, что американская певица Тейлор Свифт изначально планировала отложить выпуск своего альбома Evermore на одну неделю из уважения к изначальной дате выхода альбома Маккартни — 11 декабря. Узнав об этом, Маккартни вместо этого решил выпустить свой альбом 18 декабря, чтобы Свифт смогла выпустить Evermore, как и планировала.
17 декабря, за день до выхода альбома, было подтверждено два живых выступления на этот день: одно в The Tonight Show Starring Jimmy Fallon и специальный выпуск YouTube с участием Криса Рока, наряду с датой выхода ведущего сингла «Find My Way», который был выпущен одновременно с альбомом.
В ноябре 2021 года был выпущен мини-документальный фильм о создании 333-го издания McCartney III, выпущенного Third Man Records в прошлом году, с использованием переработанных пластинок McCartney и McCartney II.

## Выпуск
McCartney III был выпущен 18 декабря 2020 года на CD, виниле и в цифровом формате, хотя некоторые японские магазины не были уведомлены об отсрочке выхода альбома, и выпустили его 11 числа. Виниловые издания включают в себя в различные цвета: стандартный чёрный, ограниченный 333 копиями жёлтый с черными точками эксклюзивно от Third Man Records, ограниченный 3000 копиями красный также эксклюзивно от Third Man Records, прозрачный (coke bottle clear) #SpotifyFansFirst тиражом в 3000 копий по всему миру, 130-граммовый жёлтый, ограниченный тиражом 3000 копий по всему миру, 130-граммовый фиолетовый, ограниченный тиражом в 3000 копий по всему миру, ограниченный тиражом в 1500 копий розовый эксклюзивно от Newbury Comics, зелёный эксклюзивно от Target, оранжевый эксклюзивно от uDiscover, синий у избранных розничных торговцев, белый эксклюзивно в других музыкальных магазинах.
В ноябре 2021 года было выпущено дополнительное издание на эксклюзивном виниле Third Man Records: жёлтое с чёрными брызгами, ограниченное 3 333 копиями.

## Коммерческий успех
McCartney III имел высокие продажи на международном рынке. 25 декабря 2020 года альбом дебютировал на первом месте в UK Albums Chart, став первым его сольным альбомом, занявшим первое место в его родной стране (после Flowers in the Dirt 1989 года). Альбом достиг вершины продаж, разойдясь тиражом в 33 079 экземпляров, эквивалентных альбому. Альбом вышел в первую десятку рейтинга продаж и во многих других европейских странах. В США дебютировал на втором месте на Billboard 200 с общим количеством продаж 107 000 условных альбомов, из которых 104 000 были именно продажами альбома целиком позади альбома Тейлор Свифт Evermore. Это место позволило Маккартни стать первым исполнителем, чей новый альбом занимал первое или второе место в чарте в каждом из последних шести десятилетий. Также McCartney III стал самым продаваемым альбомом на первой неделе в США, превосходя Evermore Свифт и Music to Be Murdered By — Side B Эминема в чистых продажах (не включая эквивалентные единицы альбома). Ещё в США по количеству проданных за одну неделю виниловых пластинок альбом показал третий результат с 1991 года — за всё время учёта продаж по системе Nielsen SoundScan.

## Оценки критиков
| Совокупная оценка   | Совокупная оценка |
| Источник            | Оценка            |
| ------------------- | ----------------- |
| AnyDecentMusic?     | 7.6/10            |
| Metacritic          | 81/100            |
| Оценки критиков     |                   |
| Источник            | Оценка            |
| AllMusic            | [ 37 ]            |
| The A.V. Club       | B                 |
| The Daily Telegraph | [ 39 ]            |
| Exclaim!            | 9/10              |
| The Guardian        | [ 41 ]            |
| The Independent     | [ 42 ]            |
| NME                 | [ 43 ]            |
| Pitchfork           | 7.2/10            |
| Rolling Stone       | [ 45 ]            |
| Uncut               | [ 46 ]            |

McCartney III был очень хорошо принят музыкальными критиками, получив широкое одобрение. На Metacritic, который присваивает нормализованный рейтинг из 100 обзоров профессиональных изданий, альбом имеет средний 81 балл, основанный на 23 обзорах, что указывает на «всеобщее признание». Сайт-агрегатор AnyDecentMusic? дал 7,6 балла из 10 на основе их оценки критического консенсуса.
Алексис Петридис, написавший для The Guardian, утверждает, что на «замкнутом LP Маккартни есть его лучшие песни за последние годы» и что альбом «является самым прямолинейно приятным и, безусловно, самым личным альбомом Маккартни со времен призрачного, мрачного Chaos and Creation in the Backyard» 2005 года". Роб Шеффилд из Rolling Stone написал, что McCartney III «напоминает пасторальное, спокойное звучание его сольного дебюта 1970 года» и назвал альбом «игривой жемчужиной». В своей рецензии на альбом для NME Марк Бомонт назвал пластинку «звёздным возвращением в серию, охватывающую три десятилетия». Хелен Браун из The Independent заявила, что «мелодичное очарование, мастерство и непредвзятый оптимизм делают этот сольный альбом настоящим удовольствием», и описала альбом как «странный, замечательный и причудливый», с Маккартни в «вдохновляющей форме».
Среди отрицательных отзывов — статья рецензента сайта «Brutally Honest Rock Album Reviews». Автор дал альбому 2 балла из десяти, отметив незапоминающиеся и незавершённые мелодии, отсутствие идей в текстах и возрастную слабость голоса Маккартни, которую невозможно не замечать: «Это самый поверхностный и незначительный альбом в дискографии, полной поверхностных и незначительных альбомов, и в этом смысле, если он окажется последним для Маккартни, это послужит идеальным завершением его разочаровывающей сольной карьеры».

## McCartney III Imagined
Маккартни выпустил альбом ремиксов McCartney III Imagined, анонсированный 11 апреля 2021 года. Описанный как альбом «переосмыслений, ремиксов и каверов» на песни из McCartney III, он стал доступен на стриминговых сервисах 16 апреля и должен быть выпущен на физических носителях к 23 июля 2021 года. В альбом вошла версия Доминика Файка песни «The Kiss of Venus», которая была выпущена в качестве первого сингла, а трек Бека и ремикс EOB стали последующими синглами. Выбор треков курировал самим Маккартни, с участием «друзей, фанатов и новых знакомых.»

## Переиздания
5 августа 2022 года альбом был переиздан в виде бокс-сета McCartney I II III, состоящего из 3 LP или 3 CD, вместе с первым и вторым альбомами трилогии.
К третьей годовщине выхода альбома McCartney III был переиздан в формате 3x3 Edition. Переиздание 2023 года можно было приобрести только на сайте Маккартни и получить в виде трех разных «трехцветных виниловых оттисков… распределенных случайным образом». Каждая из трех различных версий 3x3 включала «отпечаток, написанный Полом от руки», пересмотренную обложку с фотографией Маккартни, сделанной Мэри Маккартни, и «постер с эскизом Эда Руша» с изображением кубиков альбома.

## Список композиций
Автор всех песен — Пол Маккартни.
1. «Long Tailed Winter Bird[англ.]» — 5:16
2. «Find My Way» — 3:54
3. «Pretty Boys» — 3:00
4. «Women and Wives» — 2:52
5. «Lavatory Lil» — 2:22
6. «Deep Deep Feeling» — 8:25
7. «Slidin'» — 3:23
8. «The Kiss of Venus» — 3:06
9. «Seize the Day» — 3:20
10. «Deep Down» — 5:52
11. «Winter Bird / When Winter Comes» — 3:12

Примечание: На виниловых изданиях альбома позиции песен «Slidin'» и «Deep Deep Feeling» поменяны местами. Первая завершает первую сторону, а вторая начинает вторую.

## Участники записи
Источники
Музыканты
- Пол Маккартни — вокал, электрическая и акустическая гитара, бас-гитара, контрабас, акустическое фортепиано, клавесин, меллотрон, фисгармония, родес-пиано, синтезатор, электрическое фортепиано Wurlitzer[англ.], ударные, перкуссия, флейта-пикколо, продюсер
- Расти Андерсон[англ.] — электрическая гитара (7 трек)[55]
- Эйб Лабориэль-младший[англ.] — ударные (7 трек)[55]

Производственный персонал
- Стив Орчард — звукорежиссёр
- Грег Кёрстин — сопродюсер (7 трек)
- Кейт Смит — помощник звукорежиссёра на Хогг Хилл Милл
- Алекс Паско — звукорежиссёр (7 трек)
- Боб Краушаар[англ.] — звукорежиссёр (11 трек)
- Рэнди Меррилл[англ.] — мастеринг в Sterling Sound
- Джордж Мартин — сопродюсер (11 трек)

Художественная работа
- Эд Рушей — обложка и типография
- Мэри Маккартни — портрет на обложке, фотография
- Сонни Маккартни — фотография
- Ник Стейнхардт — арт-директор и дизайн
- Брайан Кларк — витраж

## Чарты
| Чарт (2020)                         | Высшая позиция |
| ----------------------------------- | -------------- |
| Австралия (ARIA)                    | 6              |
| Австрия (Ö3 Austria)                | 2              |
| Бельгия/Фландрия (Ultratop)         | 5              |
| Бельгия/Валлония (Ultratop)         | 8              |
| Канада (Canadian Albums Chart)      | 7              |
| Чехия (ČNS IFPI)                    | 11             |
| Дания (Hitlisten)                   | 9              |
| Нидерланды (Album Top 100)          | 1              |
| Финляндия (Suomen virallinen lista) | 4              |
| Франция (SNEP)                      | 17             |
| Германия (Offizielle Top 100)       | 1              |
| Венгрия (MAHASZ)                    | 26             |
| Ирландия (Irish Albums Chart)       | 14             |
| Италия (Classifica album)           | 10             |
| Япония (Oricon)                     | 5              |
| Новая Зеландия (RMNZ)               | 28             |
| Норвегия (VG-lista)                 | 6              |
| Португалия (AFP)                    | 4              |
| Шотландия (Scottish Albums Chart)   | 1              |
| Испания (PROMUSICAE)                | 15             |
| Швеция (Sverigetopplistan)          | 2              |
| Швейцария (Schweizer Hitparade)     | 2              |
| Великобритания (UK Albums Chart)    | 1              |
| США (Billboard 200)                 | 2              |
| США (Billboard Top Rock Albums)     | 1              |

| Чарт (2020)    | Позиция |
| -------------- | ------- |
| Франция (SNEP) | 191     |

| Чарт (2021)                    | Позиция |
| ------------------------------ | ------- |
| Бельгия (Ultratop Wallonia)    | 181     |
| Германия (Offizielle Top 100)  | 41      |
| Швейцария(Schweizer Hitparade) | 43      |
| США (Billboard)                | 50      |

## Комментарий
1. ↑  «III» на лицевой стороне обложки стилизована под три пипки[англ.] кубика
2. ↑  Лондон, Лос-Анджелес, Мехико, Сидней, Торонто, Берлин, Нью-Йорк, Токио, Чикаго, Париж, Рио-де-Жанейро, Ливерпуль.